# ۳۴۳ (پیش از میلاد)
۳۴۳ (پیش از میلاد) ۳۴۳مین سال قبل از تقویم میلادی است.